# Corzan Avendano Gábor
Corzan Avendano Gábor (Szomolnok, 1827. augusztus 20. – Budapest, 1903. június 24.) matematikus, bölcselettudor, főgimnáziumi igazgató, a Magyar Tudományos Akadémia levelező tagja (1864).

## Élete
Corzan Avendano Lajos magyar királyi állami sóbánya-gondnok fia. A gimnáziumot Eperjesen és Sátoraljaújhelyen, a bölcseleti akadémiát Kassán, a jogot Eperjesen, a bányászati és erdészeti akadémiát Selmecen 1847-től 1849-ig végezte; ezután a műegyetem hallgatója volt 1850-től 1853-ig Bécsben, ahol 1854. október 7-én tanári vizsgát tett mennyiségtan- és természettanból.
1853. október 12-én a kassai főgimnázium helyettes, 1855. február 22-én rendes tanárának nevezték ki; 1858. október 11-én a pesti V. kerületi királyi katolikus főgimnáziumhoz helyezték át. 1866. szeptember 19-én helyettes és 1867. február 19-én végleges igazgató lett ugyanott. A Magyar Tudományos Akadémia 1864. január 20-án levelező tagjai közé választotta. 1868. május 2-án a budapesti tudományegyetemen bölcseleti tudor lett. 1869. március 8-án a magyar királyi honvédelmi és a magyar királyi közoktatási minisztérium az egy évi önkéntesi vizsgálati bizottság tagjává; 1869. január 9-én a budapesti magyar királyi tudományegyetemen a felsőbb természettan magántanárává; 1872. november 5-én a magyar királyi honvédelmi Ludovika-Akadémián a mennyiségtan tanárává, 1873. junius 29-én az Országos Közoktatási Tanács tagjává és végül 1884. március 12-én a vallás- és közoktatási minisztérium a haraszti állami leányiskola gondnokságának tiszteletbeli elnökévé nevezte ki.
Arcképét Faragó rajzolta kőre és a Pollák testvérek adták ki 1866-ban Budapesten.

## Írásai
Matematikai és természettani értekezései megjelentek a Kritikai Lapok (1862), Magyar Term. Közlöny (1862. Byrne kétrendszeres számolástana. (Dualarithmetic. 1865), a Magyar Tudományos Akadémiai Értes. Mathem. (1866), Term. Közlöny (1866), Ludovica Acad. Közlönye (1874: A légnek azon befolyásáról, melyet az a hajított sulyos testekre gyakorol) és a budapesti V. ker. katolikus gimnázium Értesítőjében (1872: A rezgő és hullámzó mozgás elméletének alapvonalai alkalmazva a fénytanra).

## Munkái
- Az elemző mértan alapvonalai sík alakzatokra alkalmazva. Pest, 1863.
- Szögmértan és ennek alkalmazása a sík-, három- és sokszögmértanra. Elemző módszer szerint. Uo. 1864.
- Számtani példatár. I. füzet: Az egész számokkali műtétek. 2. füzet: A törtszámokkali műtétek. 3. füzet: Arányok és aránylatok. Uo. 1865.
- Az uj elemző mértan történeti fejlődése s alapvonalai, összefüggésben a Descartes-rendszerrel. Uo. 1865. (Akad. Értes. Math. és Term. VI.)
- Elemi síkmértan. Uo. 1867. (Az elemi mennyiségtan rendszere középtanodai használatra II.)
- Mértani példatár. Középtanodai használatra. Uo. 1868. (Az elemi mennyiségtan rendszere III.)
- Betűszámtani példatár. Középtanodai használatra. Uo. 1868. (Az elemi mennyiségtan rendszere IV.)
- A föld őstörténelme. I. füzet. Uo. 1868. (Kovács Lajossal együtt. Több nem jelent meg. Közhasznú Könyvtár I.)
- Földünk őstörténelme. A föld- és őslénytan népszerű előadásokban. Bpest, 1875.
- A mennyiségtan alapelvei. Vezérfonal a m. kir. honv. Ludovica Académián tartandó előadásokhoz. Uo. 1880.
- Mennyiségtani gyakorlókönyv. A mennyiségtan alapelvei cz. munkához. Uo. 1882.

Szerkesztette a Tanügyi Füzeteket 1867-ben Pesten és mint igazgató 1867-től szerkesztette a budapesti katolikus főgimnázium Értesítőjét.

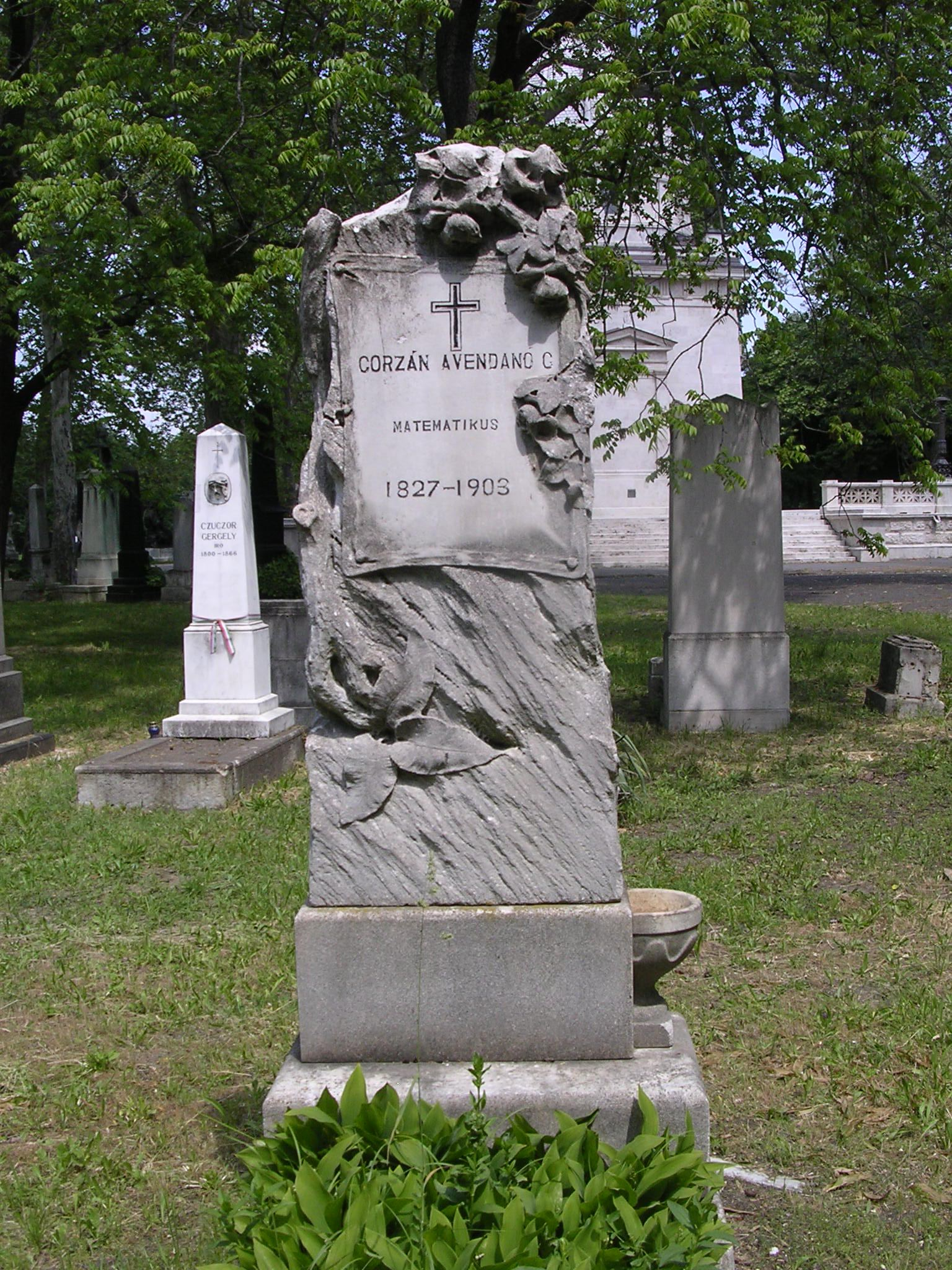
Sírja a Fiumei úti sírkertben (29/1-4-7)